# Битка при Ахелой
 Тази статия е за битката в Тракия през 917 година.  За битката в Епир през 1359 година вижте Битка при Ахелой (1359).  
Битката при Ахело̀й се е състояла на 20 август 917 г. край р. Ахелой, между българските войски, водени от цар Симеон I Велики, подпомогнати от маджарски и печенежки контингенти и войските на Византия, водени от магистър Лъв Фока, доместик на схолите и главнокомандващ сухопътните сили на империята. България печели решителна победа. Това сражение е едно от най-значимите в българската история, тъй като успехът в него превръща Българската държава в хегемон на Балканския полуостров.

## Предпоставки
Основната цел на битката е неутрализирането на засилващата се българска държава след унизителните за Византия условия, установени през 913 година.

## Армии

### Българска армия
Основните византийски източници не дават сведения за числеността и състава на българската армия, но косвени такива има в разказа за чудото на Свети Георги, докато ал-Масуди направо ни указва числа. Според Иван Божилов, от тези извори става ясно, че в българската армия участвали също маджарски и печенежки контингенти. Повечето историци застъпват становището, че българската армия, заедно с маджарските и печенежките подразделения не надхвърля 15 000 – 20 000 души. Христо Димитров смята, че най-вероятно именно участието на маджарския контингент в битката, а после и в настъплението към Константинопол е историческата основа за сведението на Петър Ранзаниус за маджарски поход към византийската столица. Според ал-Масуди съюзната армия на Симеон възлизала на невероятните 60 000 конници. На подобна информация не може да се погледне безкритично. При всички положения, ако се изключат маджарските и печенежките конници, основната маса от сражаващи са били пехотинци.

### Византийска армия
Патриарх Николай Мистик в едно от писмата си отбелязва единствено, че наистина не можело да остане незабелязано от него „такова голямо придвижване“ на „толкова голяма армия“. В „Чудото на свети Георги“ също се говори за огромното множество войски, събрани от всички области на империята. Благодарение на сключения мир с арабите, за който говорят повечето от изворите, на Балканите е прехвърлена и армията от Мала Азия. Според Йоан Скилица императрица Зоя „решила заедно със сената, че трябва да сключи мир със сарацините и да прехвърли на Запад цялата източна войска, та, като се обединят източните и западните войски, да започне война с българите и съвсем да ги унищожи“. От изброяването на някои от военачалниците става ясно, че в битката освен основните сили, които са съставени от войските на военно-административните области (т. нар. теми) участват също минимум три от четирите конни гвардейски тагми – тези на схолите, на ескувитите и на иканатите, както и арменски части (навярно под формата на симахия) от най-източните, гранични области на Ромейската империя (например обособената тема Ликандос). По-голямата част от армията се рекрутира от балканските теми и малоазийската тема Опсикион. Смята се, че византийската армия наброява към 30 000 души. Сведението на арабския хронист Ал Масуди приписва численост на византийската армия 62 000 души, от които 12 000 са конници. Това число се оспорва в историографията.

## Командване

### Командване на българската войска
Начело на българската войска стои цар Симеон, който лично участва в самото сражение. Твърде възможно сред командния състав на българската армия да са и предводителите на последвалия наказателен поход срещу Сърбия Теодор Сигрица и Мармаис.

### Командване на византийската войска
Начело на византийската армия е доместикът на схолите магистър Лъв Фока. В съставеното по заповед на император Константин VІІ продължение на Теофановата хроника е отбелязано, че той „се отличавал повече с храброст, отколкото с качествата на добър военачалник“. За разлика от сведенията за командването на българската армия, командният състав на византийците е подробно описан в хрониките. Патрицият Константин Липс (заедно със сановника Леонтий) придружавал главнокомандващия като негов съветник по всички въпроси. Началник на тагмата на ескувитите е Йоан Грапсон, а на тагмата на иканатите – Олвиан Марул. Измежду останалите военачалници са споменати също Роман Аргир с брат си Лъв Аргир, също така Варда Фока, който е брат на главнокомандващия, и накрая магистър Мелиас, командващ арменците от Ликандос. Корабите са под командването на друнгария на флота патриций Роман Лакапин и имат за цел да прехвърлят печенегите през Дунав.

## Придвижване на армиите
След сключения мир с арабите войската от азиатските провинции на Византия е прехвърлена на Балканите. За да се насърчи армията и допълнително да се повдигне бойният ѝ дух, на гвардейските тагми предварително са раздадени заплатите, а дворцовият протопоп Константин Кефала заедно с Константин Валелиас изнасят дървеният кръст, на който е бил разпънат Христос, и войниците от цялата армия се заклеват, че „ще умрат един за друг“.
След полагане на клетвата сухопътната армия се насочва срещу България. В едно от писмата си патриарх Николай Мистик посочва, че византийската армия нахлува в българските територии заради тревожните известия, идващи от стратезите на Тракия, Македония, Солунската, Драчката област, а също и от херсонския стратег Йоан Вогас. Тъй като византийската армия се е придвижвала покрай морето, то най-вероятно навлизането в българска територия става при Дебелт. Във връзка със сведението на Скилица, че битката е станала край град Анхиало на 6 август 917 г., някои изследователи считат, че там прегрупиралите се български гранични части се опитват да спрат византийското настъпление, но след неуспеха се изтеглили към река Ахелой и се присъединяват към основните сили.

## Бойно поле
Ахелойското поле граничи на юг с Черно море. То е сравнително равно, като на запад има няколко ниски възвишения. Полето се пресича от река Ахелой, която макар да не е особено пълноводна, в източния си край е тинеста, достатъчно дълбока и широка, за да е сравнително опасна за преминаване.
Все още се спори за конкретното място на провеждането на битката – дали е станала североизточно от устието на Ахелой, близо до Месемврия, или сражението е проведено югозападно от реката, т.е. в полето между Анхиало и Ахелой.
Тъй като е известно, че след поражението много от византийците се издавили в морето и реката, от една страна, а от друга, военачалникът Лъв се спасил като избягал в Месемврия, то има вероятност битката да е станала на източния бряг. Ако сражението е станало на югозапад от Ахелой, магистър Лъв Фока трудно би стигнал до Месемврия, а обикновените войници, които не са осведомени като командния състав за района, биха предпочели да побягнат по обратния път и нямаше да има толкова голям брой удавени.
От друга страна, ромейската армия никога не би се построила за сражение с гръб към морето, което говори против теорията, битката да е проведена на изток от Ахелой. Подобно разположение противоречи на всички стратегикони. В случай на неудачно развитие на дадено сражение, същите тези стратегикони препоръчвали между армията и лагера да има достатъчно разстояние за отстъпление, маневриране и прегрупиране. Както знаем, ромейският лагер бил построен в близост до Анхиало, а не до Месемврия. Сам по себе си, този факт потвърждава общоприетото мнение, че битката наистина е проведена в Анхиалското поле. Големият брой удавени ромеи в Ахелой се обяснява със самия развой на сражението.
Не бива да се пропуска и факта, че източно от Ахелой няма големи хълмове, които Симеон би използвал, за да скрие своя резерв. Такива хълмове се наблюдават в северния край на Анхиалското поле, т.е. на около 4 – 5 km. западно от устието на реката.

## Ход на битката
Фронтът на имперската армия е разположен на север и навярно неговата линия е с дължина над 4 километра, докато този на българската армия гледа на юг и е успореден на ромеите.
Началото на битката се характеризира с крайно ожесточен сблъсък в центъра. И от двете страни пленници не са вземани. Постепенно ромеите започват да надделяват, и макар българският център да се огъва, започва да отстъпва организирано. Заблуждавайки се, че битката на практика е спечелена, Лъв Фока решава да нанесе главния удар с дясното си крило, и с това да довърши българите. За целта, повече от предполагаемо, вкарва дори резервите в боя. Непосилно да отстои на силния натиск, българското ляво крило също започва да отстъпва. Заради преследването, което ромейската армия предприема в посока река Ахелой, голяма част от нея – центърът и дясното ѝ крило губят бойно построение.
В този критичен момент, българският цар Симеон със своята (тежка) конница и скрити резерви зад хълма Биберна до днешния град Каблешково, подкрепен от дясното българско крило изненадващо атакува във фланг лявото ромейско крило. Ромейските войници се паникьосват и отхвърлени към морето, започват да бягат. Същевременно българският център и лявото крило контраатакуват ромеите. Загубила боен ред и вече изцяло притисната към морето и река Ахелой, разтегнатата армия на ромеите не е в състояние да окаже голяма съпротива. Възползвайки се от дезориентацията на противника и бягството му от бойното поле, българите предприемат невиждана масова сеч. Деморализацията и безредното отстъпление костват живота на десетки хиляди ромейски войници. Голяма част от тях са посечени, а друга голяма част се издавят в морето, опитващи се да избягат на юг към Анхиало. Същата участ сполетява и тези издавили се в река Ахелой, с мисъл да пробият към Месемврия.
Ромейската армия е почти напълно разпиляна и унищожена от българите. Според ал-Масуди от разгрома се спасяват непокътнати едва 2000 ромейски конници, навярно от невлязъл в действие отряд. Вероятно те успяват да се изтеглят на юг по пясъчната ивица, намираща се в непосредствения тил на византийската армия, и да достигнат до контролирания от византийците укрепен град Анхиало.
Според ромейската хронография и агиография, не цялата армия била избита – имало голям брой пленени, а също така и много бегълци, които по-късно взели участие в сражението при Катасирти. Самият Лъв Фока успява да пробие в северна посока и да се спаси в Месемврия, намиращ се само на 8 километра от река Ахелой. На бойното поле намират смъртта си Константин Липс и Йоан Грапсон. Покосени са и мнозина от стратезите – висшите ромейски офицери, началници на военно-административните области.
Предвид ожесточеното начало на сражението, повече от вероятно е българската страна също да е дала доста жертви – предимно пехотинци от централната част на бойния строй, които поемат върху себе си първоначалния ромейски натиск.
Византийският историк Лъв Дякон (Xв.) пише по-късно, че „край Ахелой все още могат да се видят купищата кости на убитите ромеи“.

## Последици
Огромната загуба на хора в тази битка временно парализирала военната мощ на Византия. Опита на доместика на схолите Лъв Фока, заедно с етериарха Йоан и Николай Дука да окажат отпор на настъплението на българите край Катасирти, недалеч от Цариград, завършва с нов разгром. Тези неуспехи на бойното поле разклащат в значителна степен управлението на императрицата, която е регент на своя син. Възползвайки се от ситуацията, близо година и половина по-късно, в ранните месеци на 919 г. Роман Лакапин извършва държавен преврат, лишавайки Зоя Чернооката от всякаква власт. На сцената отново излязъл патриарх Николай Мистик. През месец май 919 г. Лакапин омъжил дъщеря си за младия император Константин VІІ и се обявява за василеопатор, а през септември 919 г. е обявен за кесар. На следната година – през декември 920 г. е коронясан за император. Вече съвладетел на Константин VII, година по-късно Роман се провъзгласява за автократор. Макар поемането на властта от Роман Лакапин да поставя началото на процеса на стабилизация на Византия, катастрофалните загуби на жива сила при Ахелой не позволяват на империята да възстанови пълната си военна мощ в началото на неговото управление.
Въпреки успеха при Катасирти Симеон не обсажда Константинопол, а насочва армията си срещу сърбите, които непосредствено преди битката при Ахелой се съюзяват с Византия и посредничат на империята при преговорите с маджарите срещу България. Едва след това Симеон започва подготовка за превземането на Цариград, като прави неуспешен опит за съюз и съвместни действия с арабите от Тунис, провален от византийската дипломация чрез богат подкуп под формата на дарове.